# バハードゥル・シャー1世
バハードゥル・シャー1世（ウルドゥー語: بہادر شاه اول, Bahadur Shah I, 1643年10月14日 - 1712年2月17日）は、北インド、ムガル帝国の第7代君主（在位：1707年 - 1712年）。シャー・アーラム（Shah Alam）あるいはシャー・アーラム1世（Shah Alam I）としても知られる。第6代君主アウラングゼーブの次男で、母はナワーブ・バーイー。
父の死後、バハードゥル・シャー1世は2人の兄弟アーザムとカーム・バフシュを討ち、帝位を確固たるものとした。
だが、父の治世における反動があらわれはじめ、マラーター、ラージプート、ジャート、シク教徒など異教徒の離間もあり、これらに対する戦闘は帝国に巨額の出費をもたらした。また、ジャーギールを与えすぎたことも、結果として財政の悪化につながった。
1712年、バハードゥル・シャー1世は死亡し、その死後には4人の息子らによる帝位継承戦争があった。

## 生涯

### 即位以前

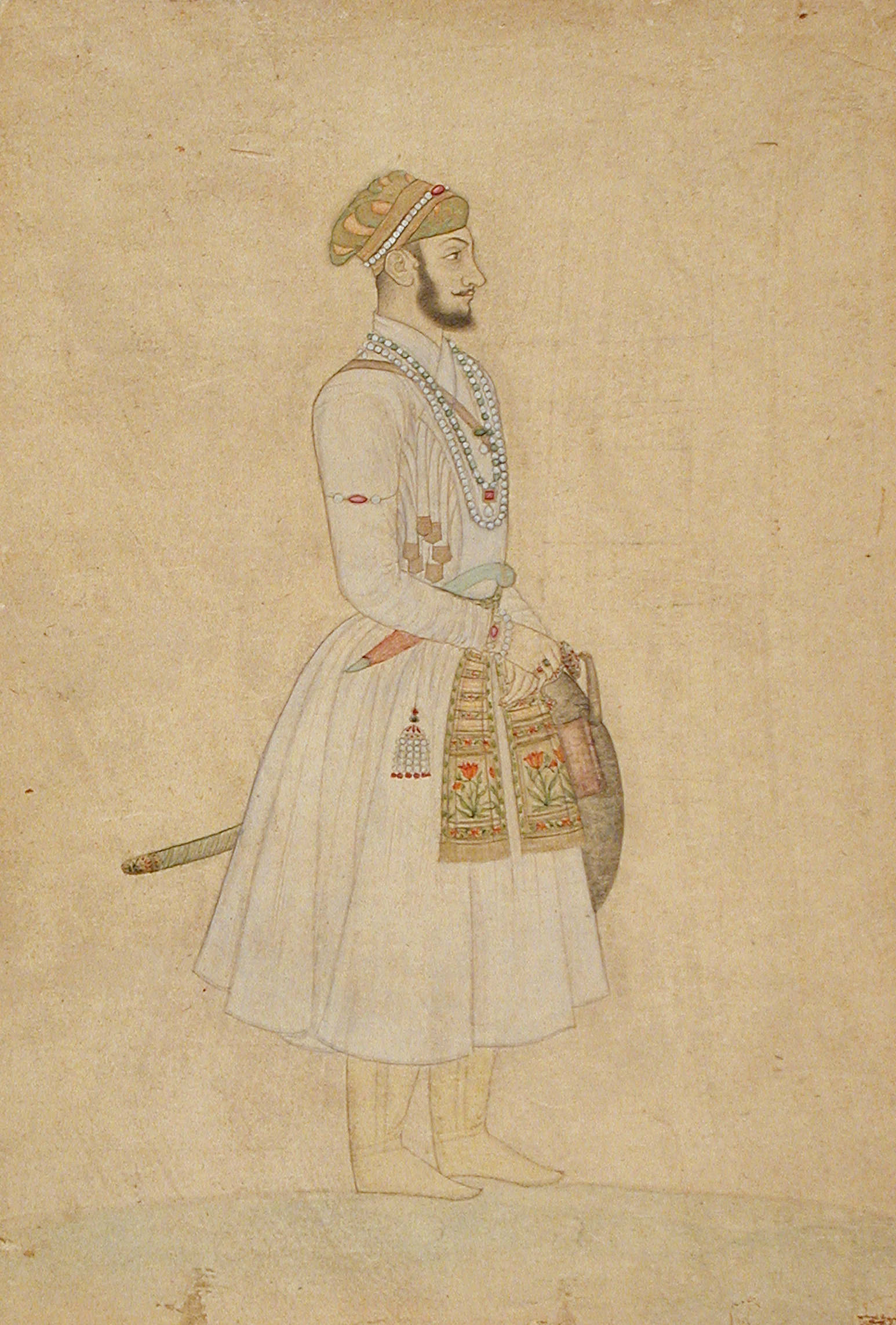
若年のムアッザム

1643年10月14日、バハードゥル・シャー1世ことムアッザムは、ムガル帝国の皇帝アウラングゼーブとその妃ナワーブ・バーイーとの間に生まれた。
父アウラングゼーブは皇帝に即位すると、ムガル帝国の宗教寛容政策を捨て、異教徒を弾圧するようになった。だが、ムアッザムはそれに反対するなど、父とは違う一面を持っていた。
1661年7月、デカン総督のジャイ・シング（アンベール王国の君主でもある）が死ぬと、ムアッザムはその後任としてデカンへ赴いた。
ムアッザムがデカンのアウランガーバードに着くと、当時アウラングゼーブと対立していたマラーターの指導者シヴァージーは、10月に息子サンバージーを使者として送った。同月にサンバージーがアウランガーバードに到着すると、ムアッザムはサンバージーを歓迎し、彼らはとても親しい関係となり、講和条約を締結することをなった。
だが、父帝アウラングゼーブは、ムアッザムがマラーターと親密になったことを嫌い、彼はアフガニスタンの総督として左遷された。
しかし、ムアッザムはアフガニスタンに派遣されたのち、父と対立していたパンジャーブの シク教の教主グル・ゴーヴィンド・シングとは講和にはいたらなかったものの、一定の友好関係にあった。
1681年9月以降、父帝アウラングゼーブはデカンに遠征し（デカン戦争）、デカン諸国を一連の戦闘で破り、サンバージーも1689年3月に殺され、その没年までに帝国の領土を最大にした。

### 即位と弟たちとの争い

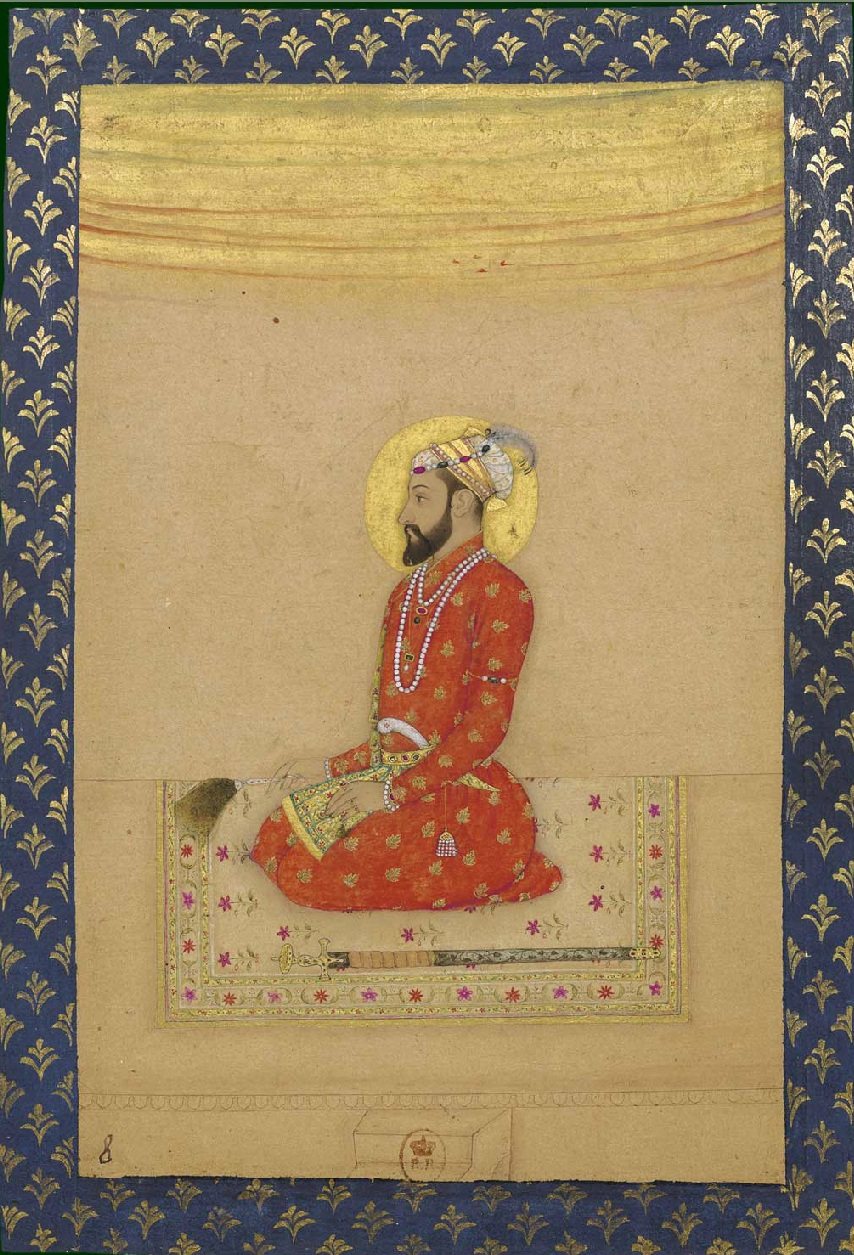
バハードゥル・シャー1世

1707年3月3日、アウラングゼーブがデカンで死ぬと、同月27日あるいは29日にムアッザムはカーブルにおいてアウラングゼーブの後継者として帝位を宣し、勇猛な王を意味する「バハードゥル・シャー（1世）」を号した。ただし、帝位を宣したのは同年5月2日、ペシャーワルだとする場合もある。
その後、ムアッザムはすぐさまアフガニスタンを離れ、アーグラに到着したのち、国庫を押さえた。
しかし、その弟アーザムとカーム・バフシュはこれに反対し、彼らもまた帝位を宣し、公然と各地で反抗し始めたため、バハードゥル・シャー1世はこれらを討伐することを決めた。
同年6月19日、バハードゥル・シャー1世はアーザムの軍をジャージャウーの戦いで破り、彼とその息子ビダル・シャーを殺害した（別の息子ワッラー・ジャーも殺した）。別の弟カーム・バフシュはデカンで抵抗していたが、1709年1月13日にハイダラーバードで彼を打ち破り、翌日にカーム・バフシュはこの戦で受けた傷がもとで死んだ（ハイダラーバードの戦い）。
こうして、バハードゥル・シャー1世は、弟2人と甥2人を殺害し、その王座を揺るぎないものにした。

### 統治

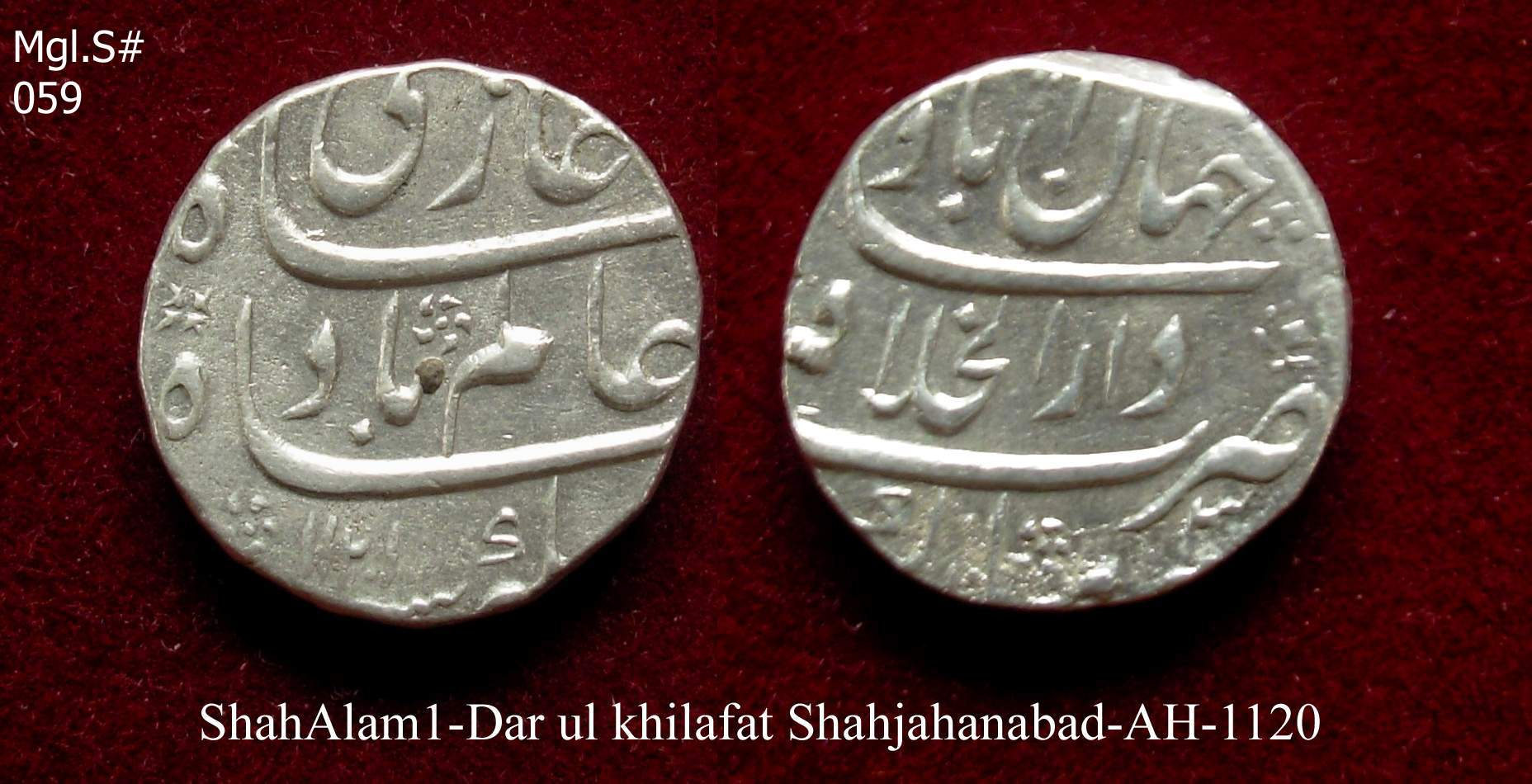
バハードゥル・シャー1世のコイン

バハードゥル・シャー1世は統治をはじめると、アウラングゼーブの宗教不寛容政策を見直し、その在位期間に帝国領のヒンドゥー寺院が破壊されることはなかった。
とはいえ、ラージプートの諸国に対しては、父と対立していたマールワール王国のみならず、忠実だったアンベール王国へもその支配を強めようとし、アンベール王ジャイ・シング2世を弟のヴィジャイ・シングに代えようとした。また、両国の首都アンベールとジョードプルにそれぞれ軍勢を駐屯させ、帝国の権威に屈服させようとさえした。
しかし、この試みは結局のところ失敗し、バハードゥル・シャー1世は両国と和議を結んだ。とはいえ、両国の王が要求したより高位のマンサブ（位階）、マールワーやグジャラートの太守（スーバダール）位は拒否した。
一方、パンジャーブのシク教教主ゴーヴィンド・シングとは、マンサブを与えることで講和し、面会もしている。ゴーヴィンド・シングはバハードゥル・シャー1世に忠実で、1708年にはデカンへのマラーターの討伐にも加わるほどだったが、シルヒンドの知事ワズィール・ハーンは皇帝との講和を疑っており、10月に彼を暗殺してしまった。
これにより、帝国とシク教徒の講和は決裂し、シク教徒はバンダー・バハードゥルに率いられて帝国に反乱を起こすこととなった。

### 後期ムガル帝国への道と死

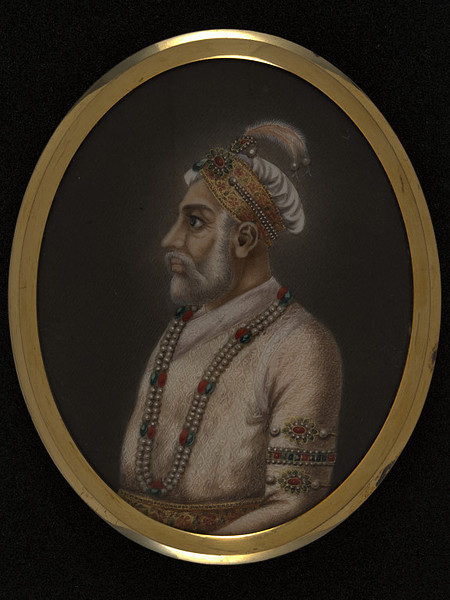
晩年のバハードゥル・シャー1世

しかし、バハードゥル・シャー1世がその治世間の戦闘で、戦功をたてたインド人を貴族に多数とりたてたことは、イラン系、トルコ系、モンゴル系の貴族を憤慨させ、ムガル宮廷の分裂を招いた。そのうえ、バハードゥル・シャー1世がジャーギール（給与地）を与えすぎた結果、帝国の行政は悪化し、財政は急速に悪化していった。
さらに、アウラングゼーブの死後、ムガル帝国の領土では各地で反乱が頻発し、マラーターが勢いを取り戻してデカンや北インド方面の各地を略奪していた。
父の治世から反乱を起こしていたジャート族も、アーグラ付近のバラトプルで反乱を継続し、ムガル帝国の根幹を脅かすようになった。
パンジャーブでも、ゴーヴィンド・シングが暗殺されたことで、シク教徒がバンダー・バハードゥルに率いられ反乱を起こしていた。
ラージプート諸王国は自分の領地の主権を取り戻して事実上帝国から独立し、ザミーンダールのなかでも大きなものは半独立化し、納税を拒否する者もあらわれた。
このような皇位継承戦争や反乱軍との戦いは、帝国に巨額の出費を強いることになった。デカン戦争以来ずっと悪化していた財政をさらに圧迫し、1707年の段階で1億3000万ルピーあった帝国の国庫はその治世に底をついた。バハードゥル・シャー1世の治世に関して、歴史家ハーフィー・ハーンはこう断言している。
| 「 | 「帝国には出費をまかなうだけの収入がない」 | 」 |

アウラングゼーブの死後、その悪政の結果として徐々に崩壊に向かっていった帝国は、バハードゥル・シャー1世ではどうすることもできず、彼の治世は後期ムガル帝国への始まりであった。
そうしたなか、1712年2月27日、バハードゥル・シャー1世はラホールで死亡した。その4人の息子たちの間で帝位をめぐり次の皇位継承戦争が始まり、帝国はまたしても破滅への道を歩んでいった。

## 人物・評価

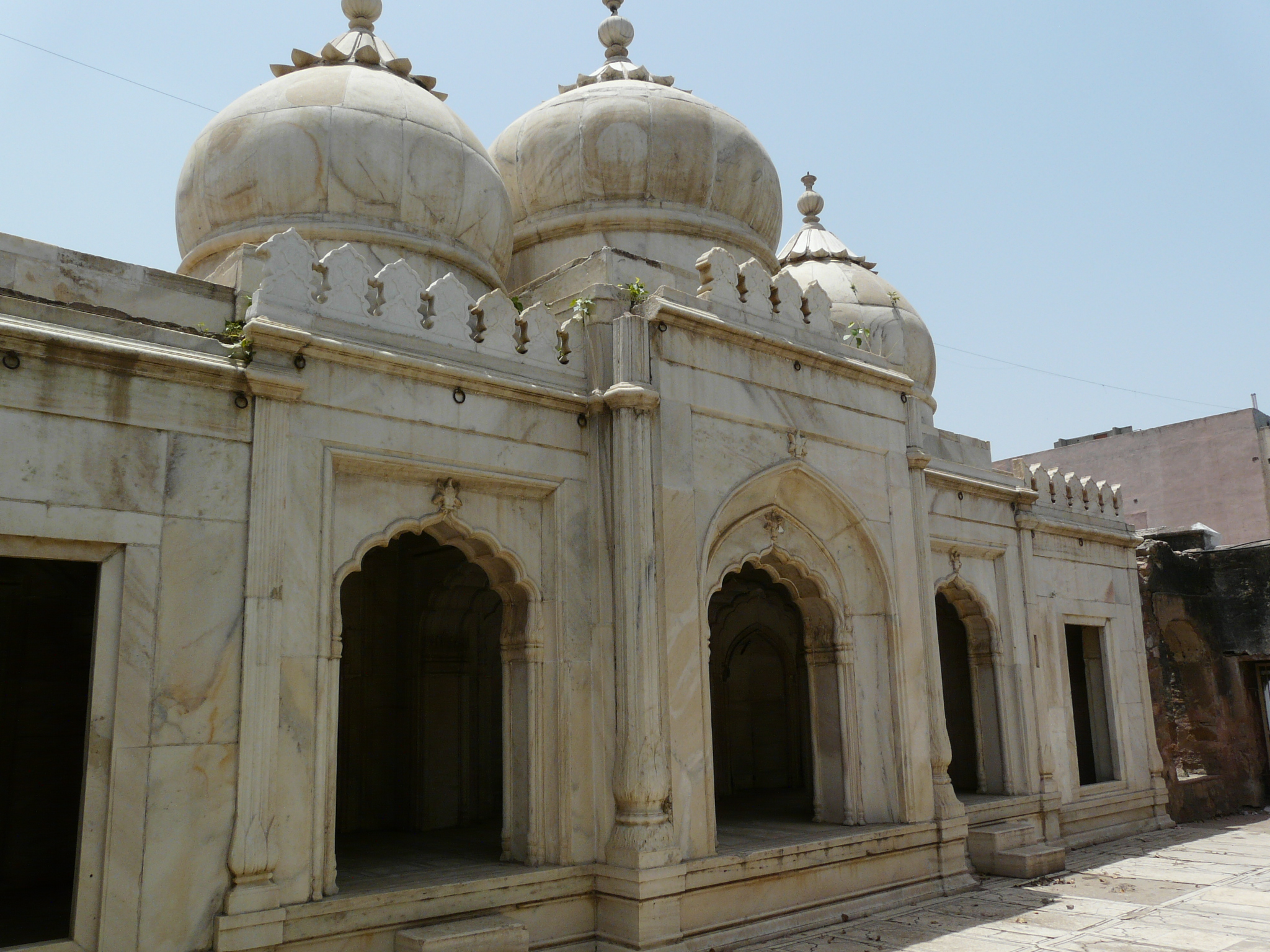
バハードゥル・シャー廟（モーティー・マスジド）

バハードゥル・シャー1世は学識のある有能な人物だったが、既に高齢だった事もあってその治世は5年に満たずとあまりにも短く、49年と長く続いた父帝アウラングゼーブの治世と比べると対照的であった。
ハーフィー・ハーンは、バハードゥル・シャー1世の人物像を次のように述べている。
| 「 | 「悪徳には染まっていないが、国の防衛や領土の統治及び管理になると、一人よがりで投げやりになる」 | 」 |

とはいえ、バハードゥル・シャー1世は父帝とは違い、帝国の宗教寛容政策を守ろうとした人物であり、彼はその短い治世の間、父の代からの問題を取り除こうとしたのもまた事実である。
もし、バハードゥル・シャー1世の治世がもう少し長く続けば、多少なりとも帝国の運命は好転したかもしれない、とビパン・チャンドラは語っている。

## 家族

### 父母
- アウラングゼーブ
- ナワーブ・バーイー

### 后妃

#### 正室
- ニザーム・バーイー
- アムリタ・バーイー
- 氏名不詳（アブドゥル・ムーミンの娘）
- ヌールンニサー・ベーグム
- ミフルンニサー・ベーグム
- アマトゥル・ハビーブ・ベーグム
- チャタル・バーイー
- ディル・ルバー・バーグム

計8人。

#### 側室
なし。

### 息子
- ジャハーンダール・シャー
- アアッズッディーン・ムハンマド
- アズィーム・ウッシャーン
- ラフィー・ウッシャーン
- ダウラト・アフザル
- ジャハーン・シャー
- フマーユーン

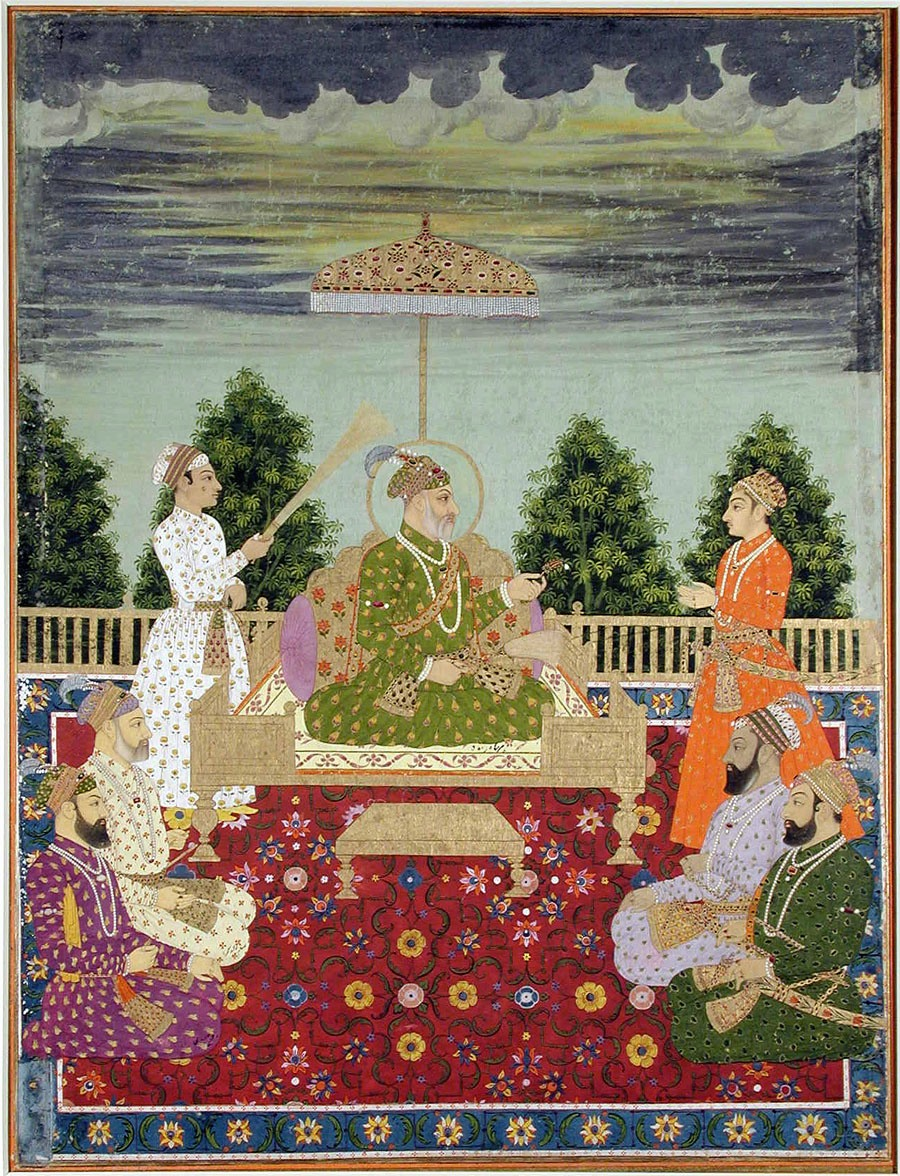
バハードゥル・シャー1世と4人の息子（話しているのは孫）

- 氏名不詳（アマトゥル・ハビーブ・ベーグムとの間の息子）

計8人。

### 娘
- ダフル・アフルーズ・バーヌー・ベーグム
- ミフルンニサー・ベーグム
- アズィーズンニサー・ベーグム

計3人。